# Сезувиум стройный
Сезуви́ум стро́йный (лат. Sesuvium maritimum) — однолетнее травянистое растение, вид рода Сезувиум (Sesuvium) семейства Аизовых (Aisoaceae).
Стебли волочатся по земле, сильно разветвлённые, длина 10—40 см. Листья обвивают черешок, форма от лопатчатой до яйцевидной, длина листьев 1—2,5 см. Цветки, как правило, одиночные, ножка длиной 1 мм либо вообще отсутствует. Чашечки розового или фиолетового цвета, яйцевидной формы, 3 мм в длину. Пестиков 2—3; тычинок 5; завязей 2—3. Капсулы яйцевидные, 4—5 мм в длину. Цветение происходит летом или осенью (в Техасе — круглогодично). Семена тёмно-коричневого цвета, 30—50 штук, длина 1 мм, с гладкой поверхностью.
Естественные места обитания — песчаные берега, пляжи, солоноватые болота на высоте до 100 метров. Распространены в Северной (США: штаты Канзас, Оклахома, Нью-Джерси, Пенсильвания, Алабама, Флорида, Луизиана, Миссисипи, Северная Каролина, Южная Каролина, Виргиния, Техас) и Южной Америке (Багама, Пуэрто-Рико, Куба).